# The Way of the World
The Way of the World er en amerikansk stumfilm fra 1916 af Lloyd B. Carleton.

## Medvirkende
- Hobart Bosworth som Mr. John Nevill
- Gretchen Lederer som Mrs. John Nevill
- Dorothy Davenport som Beatrice Farley
- Emory Johnson som Walter Croyden
- Adele Farrington som Mrs. Lake